# 漳河 (卫河)
漳河是海河流域卫河支流，发源于中国山西省东南山地，有清漳河和浊漳河、漳河干流三部分组成，清漳河大部流经于太行山区的石灰岩和石英岩区，泥沙较少，河水较清。浊漳河（又稱潞水或潞川）流经山西黄土高原地区，水色浑浊。两源在河北省西南边境的合漳村汇合后称漳河。向东流至馆陶入卫河。全长466千米（至南陶），流域面积1.82万平方千米。

## 源头及流向
漳河上游有东、西两源，东源发源于晋中昔阳县漳槽村附近；西源发源于和顺县西部的八赋岭。浊漳河上游分北、西、南三处源头，西源发源于沁县西北之漳源镇安高岭；南源发源于晋东南长子县西发鸠山；北源发源于榆社县北部西河口村。清漳河、浊漳河两支流入河北涉县境后，在合漳村汇流后称为漳河。
清漳河自郭家村北入邯郸境至合漳村长约61公里；浊漳河自张家头村西入邯郸境至合漳村长约21公里。漳河自西而东，先后流经磁县、临漳县、魏县、大名县，在馆陶县徐万仓村与卫河汇合，其间河道（合漳至徐万仓）全长189公里，流域面积达1.91万平方公里，控制邯郸境内流域面积2863平方公里。
漳河流域西南高、东北低，在磁县观台镇以上是太行山区，沟谷狭深，河道弯曲度大，两岸地势较高，没有堤防，河床纵坡为1/200至1/300。河道由岳城水库至京广铁路为丘陵区，纵比降为1/500至1/1000，至徐万仓为平原区，平均坡降为1/2430。

## 河道的变化
漳河历史上频繁的变换河道。 西汉之前，漳河属黄河水系。王莽始建国三年（11年），黄河南徙至沽化附近入海后，属卫河支流。汉献帝建安十八年（213年），曹操凿渠，引漳水东入清、洹以通河漕，名曰“利漕渠”。隋炀帝开凿永济渠后，漳河作为南运河的一条支流，纳入了海河水系。
根据《水经注》记载，北魏之前，漳河故道以西找不到故道残留，牛河、涧河、渚河仍汇入漳河。元朝后也未见漳河北徙邯郸的史书记载。从唐代诗人李白、白居易、岑参到邯郸，东临漳河吟诗作赋和宋代有漳河决口水淹永年城的记载印证，磁县至邯郸漳河故道应在北魏以后至宋代约900年时间内形成，这一时段内，漳河曾在成安吴村西南向北决口改道，北流经原邯郸县南堡、兼庄，在东填池村折向东，又经永年姚寨，在永年城附近沿现今滏阳河下流。漳河在归故道的时期中，曾在原邯郸县小北堡的长坑附近决口向东北流，留下现在张庄桥分洪道利用的支漳河故道。从元代初至民国三十年（1941年），漳河在临漳三台附近曾五次大迁徙。

## 河患与治理
历史上漳河旱涝突出，上游十年九旱，下游洪涝频繁。据统计，1607年到1911年之间的305年里，共发生大洪水55次。由于漳河流域位于太行山以东的迎风面，暴雨多集中于汛期，特别是每年夏天的七八月份。洪水出现频次较多，集流迅猛，峰高量大，年际变化亦大。整个漳河的洪水主要特性是，峰形陡峻，峰高量大，持续时间短，因此漳河素有善淤、善决、善徙的特点。
1963年那场洪水，观台日平均流量超过500立方米/秒，只有12天，而洪峰量竟达5470立方米/秒。洪水传播快，如岳城水库至南馆陶120余公里长的河段，洪水传播时间仅需要33个小时。由于漳河河道内的自身特点，上游来沙量多，大量泥沙淤积于下游河道内，年平均淤积泥沙约1583万吨。岳城水库修建成后，漳河上游75％的泥沙被岳城水库拦住，减少了泥沙的下泄，使漳河下游由堆积为主改变成以冲刷为主。同时，漳河行洪能力也受卫河洪水顶托，漳、卫河洪峰遭遇时就降低了漳河泄量。
现在的漳河河道是1942年南上村决口改道之后形成的。1944年，抗日政府领导群众修筑临漳、魏县堤防，并确定北堤为主堤。1947年到1949年之间继续修筑，标准为比1948年洪水位超高1米。1954年到1956年相继复堤。1959年到1970年在漳河上游修建岳城水库。1963年特大洪水后又修筑堤防，达到当前堤防规模。现左堤自磁县高庄至徐万仓全长99.76公里，堤顶高程为85.16一46.42米，顶宽8米。1997年到2001年之间，对漳河干流京广铁路以东至魏县南上村河段进行了系统整治，主要包括堤防整修、险工处理、建防浪林带、建避水楼房及建撤退路等。
漳河两堤间距极不规则，特别是临漳县境内河段，由于河槽滚动，塌岸坍堤，形成堤防弯曲。堤距宽窄不一，约在900到5800米之间。其中魏县境内比较顺直的河宽约2000米左右，进入大名县境内堤距渐宽，最宽的万堤段达5800米，最窄处临漳砚瓦台段仅860米。

## 引水灌溉
战国时期，西门豹治理邺时，曾开凿引漳十二渠引水灌溉农田，至魏河内富足。东汉建安九年（204年），曹操败袁尚取邺城后，开利漕渠，以灌田、航运兼城市供水。清康熙年间，磁县岳城村民在岳城镇西乐毅冢附近开凿公益渠，即为现在民有渠前身，灌溉滩地20多公顷。民有灌区为河北省第二大灌区。1942年在八路军129师和边区政府领导下，在清漳河上游开挖漳南渠，灌溉农田200公顷。1960年到1969年期间在上游林县（今林州市）境内建设了红旗渠水利工程。

## 污染事故
2012年12月31日，山西省长治市潞城市（现潞城区）境内的天脊集团发生苯胺泄漏事件，给当地的浊漳河以及下游的河北邯郸和河南安阳段内水域造成一些程度的污染和损害。

## 延伸閱讀
[在维基数据编辑]
 《欽定古今圖書集成·方輿彙編·山川典·漳水部》，出自陈梦雷《古今圖書集成》